# Данилевський Іван Лук'янович
Іва́н Лук'я́нович Даниле́вський (Михайловський) (1751, м. Київ — 1807 р., м. см. невід.) — доктор медицини, один з перших представників соціальної гігієни в Російській імперії. Також банківський діяч, директор Державного позикового банку Російської імперії. Батько військового історика Олександра Михайловського-Данилевського.

## Біографія
Навчався в Києво-Могилянській академії. Можливо, вивчав медицину у медико-хірургічній школі при Московському генеральному госпіталі.
У вересні 1778 року був найнятий генералом Петром Милорадовичем за 250 рублів на рік як наставник для подорожі сина генерала Григорія і племінника Михайла. Навчався разом із Григорієм 4 роки у Кенігсберзькому університеті. 1782 року Данилевський разом із Милорадовичами переїхав до Геттінгену, де поступив до медичного факультету у Геттінгенський університет.
Там 11 вересня 1784 року захистив докторську дисертацію «Про найкраще медичне управління». Присвятивши свою наукову працю проблемі удосконалення охорони здоров'я, Данилевський вважав, що держава має опікуватися здоров'ям населення. У своїй дисертації сформулював положення про необхідність проведення широких профілактичних заходів, організацію медичної допомоги під час пологів, охорону здоров'я дітей, фізичне виховання молоді, запровадження санітарної освіти та рекомендації санітарно-гігієнічного характеру. Німецький клініцист  Петер Франк, який стояв біля витоків науки соціальної гігієни, повністю надрукував її у своєму журналі «Вибрані твори» як зразкову. В німецькій пресі вона отримала дев'ять позитивних відгуків.
1786 року Данилевський повернувся на батьківщину. Продовжувати медичні дослідження не став, а почав працювати банківським робітником у Державному позиковому банку. Дослужився до посади директора правління цього банку.
Під час царювання імператора Павла І був запідозрений у поданні провокаційного листа до нього. Імператор, щоб відвести наклеп нагородив Івана Данилевського титулом дійсного статського радника і дозволив змінити прізвище на Михайловський, на честь свого переїзду до Михайлівського замку.

## Родина
Син - Олександр, (1789-1848),  генерал-лейтенант, військовий історик.